# Jiří Novák (tenisista)
Jiří Novák (ur. 22 marca 1975 w Gottwaldovie) – czeski tenisista, reprezentant w Pucharze Davisa, olimpijczyk.

## Kariera tenisowa
Treningi tenisowe rozpoczął w wieku 6 lat.
W 1993 w Lizbonie zdobył złoto w deblu i srebro w singlu na mistrzostwach Europy, był także w ćwierćfinale juniorskiego Wimbledonu. W tym samym roku rozpoczął karierę zawodową, którą kontynuował do 2007 roku.
W 1996 odniósł 1 zwycięstwo turniejowe w cyklu ATP World Tour, w finale w Auckland pokonując Bretta Stevena. Był także w finale w Meksyku, w którym nie sprostał Thomasowi Musterowi, a także zanotował pierwsze zwycięstwo nad rywalem z czołowej dziesiątki światowej, Borisem Beckerem. Od końca lat 90. znajdował się w szerokiej czołówce, po zakończeniu kariery przez Petra Kordę awansując na pozycję lidera tenisa czeskiego.
W 2001 wygrał 2 turnieje na kortach ziemnych i zakończył sezon wśród najlepszych 35 tenisistów na świecie.
Najlepszym sezonem w karierze Nováka okazał się rok 2002, kiedy nie wygrał wprawdzie żadnego turnieju, ale osiągnął finały halowych imprez w Madrycie i Wiedniu (finał w Madrycie oddał walkowerem Andre Agassiemu) oraz 6 półfinałów, w tym wielkoszlemowy na Australian Open (przegrał z późniejszym zwycięzcą Thomasem Johanssonem). Dzięki tym rezultatom jako 5. zawodnik świata awansował do turnieju Tennis Masters Cup w Szanghaju, w którym start zakończył na etapie pojedynków grupowych, pokonując Andre Agassiego, a przegrywając z Rogerem Federerem i Juanem Carlosem Ferrero.
W 2003 wygrał 1 turniej – pokonał w finale w Gstaad Rogera Federera, który tydzień wcześniej po raz pierwszy triumfował na Wimbledonie.
Ostatnie singlowe zwycięstwa odniósł jesienią 2004 roku – w Tokio pokonał Taylora Denta, a w Bazylei Davida Nalbandiana. W 2005 roku był w finale w Delray Beach, przegrywając z Xavierem Malisse.
Jako deblista lipcu 2001 roku znajdował się na 6. miejscu rankingu gry podwójnej. Największe sukcesy odniósł partnerując Davidowi Riklowi. Para Novák–Rikl zakończyła sezon 2000 jako piąta, a 2001 jako trzecia para na świecie, ale z powodu kontuzji jednego z partnerów nie mogła w tych latach wystąpić w turnieju Tenni Masters Cup. Start w Masters Czesi zaliczyli w 1999 roku jako rezerwowi, przegrywając w swoim jedynym spotkaniu z Toddem Woodbridge i Markiem Woodforde. Novák dwukrotnie wystąpił w deblowych finałach wielkoszlemowych. W 2001 roku przegrał z Riklem na Wimbledonie z Donaldem Johnsonem i Jaredem Palmerem, a rok później z Radkiem Štěpánkiem na US Open uległ Maheshowi Bhupathiemu i Maksowi Mirnemu. Łącznie Novák triumfował w 18 deblowych turniejach ATP World Tour oraz 22 razy uczestniczył w finale.
Jako reprezentant Czech w Pucharze Davisa debiutował w 1996 roku w meczu z Węgrami. W ramach tych rozgrywek pokonał m.in. Jewgienija Kafielnikowa, Tima Henmana, Pete’a Samprasa, Nicolasa Escudé, Sébastiena Grosjeana, Nikołaja Dawydienkę, Rafaela Nadala. Skutecznie grał także jako deblista. Łączny bilans jego występów to 27 zwycięstw i 7 porażek.
Czechy reprezentował także w Drużynowym Pucharze Świata (przyczyniając się do osiągnięcia finału w 2003) oraz na trzech igrzyskach olimpijskich. Na igrzyskach olimpijskich w Atlancie (1996) uległ w 1 rundzie singla Renzo Furlanowi, a w deblu z Danielem Vackiem doszedł do ćwierćfinału (porażka z Brytyjczykami Henmanem i Broadem). W Sydney (2000) ponownie odpadł w 1 rundzie singla po porażce z Gianlucą Pozzim, a w deblu z Riklem w 2 rundzie musiał uznać wyższość Àlexa Corretji i Alberta Costy. Na igrzyskach olimpijskich w Atenach (2004) wyeliminował Tima Henmana i odpadł w 2 rundzie z Michaiłem Jużnym. W deblu wystąpił z Tomášem Berdychem, już w 1 rundzie przegrywając z Toddem Woodbridge i Wayne’em Arthursem.

### Finały w turniejach ATP World Tour
| Legenda                                      |
| -------------------------------------------- |
| Wielki Szlem                                 |
| Igrzyska olimpijskie                         |
| Tennis Masters Cup / ATP Finals              |
| ATP Masters Series / ATP Tour Masters 1000   |
| ATP International Series Gold / ATP Tour 500 |
| ATP International Series / ATP Tour 250      |

#### Gra pojedyncza (7–6)
| Końcowy wynik | Nr | Data                 | Turniej      | Nawierzchnia    | Przeciwnik          | Wynik finału            |
| ------------- | -- | -------------------- | ------------ | --------------- | ------------------- | ----------------------- |
| Zwycięzca     | 1. | 14 stycznia 1996     | Auckland     | Twarda          | Brett Steven        | 6:4, 6:4                |
| Finalista     | 1. | 10 marca 1996        | Meksyk       | Ceglana         | Thomas Muster       | 6:7(3), 2:6             |
| Zwycięzca     | 2. | 1 listopada 1998     | Meksyk       | Ceglana         | Xavier Malisse      | 6:3, 6:3                |
| Zwycięzca     | 3. | 6 maja 2001          | Monachium    | Ceglana         | Antony Dupuis       | 6:4, 7:5                |
| Zwycięzca     | 4. | 15 lipca 2001        | Gstaad       | Ceglana         | Juan Carlos Ferrero | 6:1, 6:7(5), 7:5        |
| Finalista     | 2. | 13 października 2002 | Wiedeń       | Twarda (hala)   | Roger Federer       | 4:6, 1:6, 6:3, 4:6      |
| Finalista     | 3. | 20 października 2002 | Madryt       | Twarda (hala)   | Andre Agassi        | walkower                |
| Finalista     | 4. | 2 marca 2003         | Dubaj        | Twarda          | Roger Federer       | 1:6, 6:7(2)             |
| Zwycięzca     | 5. | 13 lipca 2003        | Gstaad       | Ceglana         | Roger Federer       | 5:7, 6:3, 6:3, 1:6, 6:3 |
| Finalista     | 5. | 28 września 2003     | Szanghaj     | Twarda          | Mark Philippoussis  | 2:6, 1:6                |
| Zwycięzca     | 6. | 10 października 2004 | Tokio        | Twarda          | Taylor Dent         | 5:7, 6:1, 6:3           |
| Zwycięzca     | 7. | 31 października 2004 | Bazylea      | Dywanowa (hala) | David Nalbandian    | 5:7, 6:3, 6:4, 1:6, 6:2 |
| Finalista     | 6. | 6 lutego 2005        | Delray Beach | Twarda          | Xavier Malisse      | 6:7(6), 2:6             |

#### Gra podwójna (18–22)
| Końcowy wynik | Nr  | Data                 | Turniej            | Nawierzchnia    | Partner        | Przeciwnicy                            | Wynik finału          |
| ------------- | --- | -------------------- | ------------------ | --------------- | -------------- | -------------------------------------- | --------------------- |
| Finalista     | 1.  | 6 sierpnia 1995      | Praga              | Ceglana         | David Rikl     | Libor Pimek Byron Talbot               | 5:7, 6:1, 6:7         |
| Zwycięzca     | 1.  | 17 września 1995     | Bogota             | Ceglana         | David Rikl     | Steve Campbell MaliVai Washington      | 7:6, 6:2              |
| Zwycięzca     | 2.  | 29 października 1995 | Santiago           | Ceglana         | David Rikl     | Shelby Cannon Francisco Montana        | 6:4, 4:6, 6:1         |
| Finalista     | 2.  | 5 listopada 1995     | Montevideo         | Ceglana         | David Rikl     | Sergio Casal Emilio Sánchez            | 6:2, 6:7, 6:7         |
| Finalista     | 3.  | 12 listopada 1995    | Buenos Aires       | Ceglana         | David Rikl     | Vince Spadea Christo Van Rensburg      | 3:6, 3:6              |
| Finalista     | 4.  | 18 lutego 1996       | Dubaj              | Twarda          | Karel Nováček  | Byron Black Grant Connell              | 0:6, 1:6              |
| Zwycięzca     | 3.  | 31 marca 1996        | Casablanca         | Ceglana         | David Rikl     | Tomás Carbonell Francisco Roig         | 7:6, 6:3              |
| Zwycięzca     | 4.  | 14 lipca 1996        | Gstaad             | Ceglana         | Pavel Vízner   | Trevor Kronemann David Macpherson      | 4:6, 7:6, 7:6         |
| Finalista     | 5.  | 10 listopada 1996    | Moskwa             | Dywanowa (hala) | David Rikl     | Rick Leach Andriej Olchowski           | 6:4, 1:6, 2:6         |
| Zwycięzca     | 5.  | 20 października 1997 | Ostrawa            | Dywanowa (hala) | David Rikl     | Donald Johnson Francisco Montana       | 6:2, 6:4              |
| Zwycięzca     | 6.  | 8 lutego 1998        | Split              | Dywanowa (hala) | Martin Damm    | Fredrik Bergh Patrik Fredriksson       | 7:6, 6:2              |
| Finalista     | 6.  | 2 sierpnia 1998      | Umag               | Ceglana         | David Rikl     | Neil Broad Piet Norval                 | 1:6, 6:3, 3:6         |
| Zwycięzca     | 7.  | 16 sierpnia 1998     | San Marino         | Ceglana         | David Rikl     | Mariano Hood Sebastián Prieto          | 6:4, 7:6              |
| Zwycięzca     | 8.  | 23 sierpnia 1998     | Indianapolis       | Twarda          | David Rikl     | Mark Knowles Daniel Nestor             | 6:2, 7:6              |
| Finalista     | 7.  | 4 października 1998  | Majorka            | Ceglana         | David Rikl     | Pablo Albano Daniel Orsanic            | 6:7, 3:6              |
| Zwycięzca     | 9.  | 1 listopada 1998     | Meksyk             | Ceglana         | David Rikl     | Daniel Orsanic David Roditi            | 6:4, 6:2              |
| Finalista     | 8.  | 17 stycznia 1999     | Auckland           | Twarda          | David Rikl     | Jeff Tarango Daniel Vacek              | 5:7, 5:7              |
| Finalista     | 9.  | 11 kwietnia 1999     | Estoril            | Ceglana         | David Rikl     | Tomás Carbonell Donald Johnson         | 3:6, 6:2, 1:6         |
| Finalista     | 10. | 25 kwietnia 1999     | Monte Carlo        | Ceglana         | David Rikl     | Olivier Delaître Tim Henman            | 2:6, 3:6              |
| Finalista     | 11. | 10 października 1999 | Bazylea            | Dywanowa (hala) | David Rikl     | Brent Haygarth Ałeksandar Kitinow      | 6:0, 4:6, 5:7         |
| Zwycięzca     | 10. | 13 lutego 2000       | Dubaj              | Twarda          | David Rikl     | Robbie Koenig Peter Tramacchi          | 6:2, 7:5              |
| Zwycięzca     | 11. | 16 lipca 2000        | Gstaad             | Ceglana         | David Rikl     | Jérôme Golmard Michael Kohlmann        | 3:6, 6:3, 6:4         |
| Zwycięzca     | 12. | 23 lipca 2000        | Stuttgart          | Ceglana         | David Rikl     | Lucas Arnold Ker Donald Johnson        | 5:7, 6:2, 6:3         |
| Finalista     | 12. | 15 października 2000 | Wiedeń             | Twarda (hala)   | David Rikl     | Jewgienij Kafielnikow Nenad Zimonjić   | 4:6, 4:6              |
| Finalista     | 13. | 30 października 2000 | Moskwa             | Dywanowa (hala) | David Rikl     | Jonas Björkman David Prinosil          | 2:6, 3:6              |
| Zwycięzca     | 13. | 5 listopada 2000     | Stuttgart          | Twarda (hala)   | David Rikl     | Donald Johnson Piet Norval             | 3:6, 6:3, 6:4         |
| Finalista     | 14. | 18 lutego 2001       | Kopenhaga          | Twarda (hala)   | David Rikl     | Wayne Black Kevin Ullyett              | 3:6, 3:6              |
| Zwycięzca     | 14. | 2 kwietnia 2001      | Miami              | Twarda          | David Rikl     | Jonas Björkman Todd Woodbridge         | 7:5, 7:6(3)           |
| Finalista     | 15. | 7 lipca 2001         | Wimbledon, Londyn  | Trawiasta       | David Rikl     | Donald Johnson Jared Palmer            | 4:6, 6:4, 3:6, 6:7(6) |
| Zwycięzca     | 15. | 5 sierpnia 2001      | Montreal           | Twarda          | David Rikl     | Donald Johnson Jared Palmer            | 6:4, 3:6, 6:3         |
| Finalista     | 16. | 14 października 2001 | Wiedeń             | Twarda (hala)   | David Rikl     | Martin Damm Radek Štěpánek             | 3:6, 2:6              |
| Finalista     | 17. | 6 stycznia 2002      | Ad-Dauha           | Twarda          | David Rikl     | Donald Johnson Jared Palmer            | 3:6, 6:7(5)           |
| Finalista     | 18. | 17 lutego 2002       | Kopenhaga          | Twarda (hala)   | Radek Štěpánek | Julian Knowle Michael Kohlmann         | 6:7(8), 5:7           |
| Finalista     | 19. | 6 września 2002      | US Open, Nowy Jork | Twarda          | Radek Štěpánek | Mahesh Bhupathi Maks Mirny             | 3:6, 6:3, 4:6         |
| Finalista     | 20. | 13 października 2002 | Wiedeń             | Twarda (hala)   | Radek Štěpánek | Joshua Eagle Sandon Stolle             | 4:6, 3:6              |
| Finalista     | 21. | 18 stycznia 2004     | Auckland           | Twarda          | Radek Štěpánek | Mahesh Bhupathi Fabrice Santoro        | 6:4, 5:7, 3:6         |
| Zwycięzca     | 16. | 18 lipca 2004        | Stuttgart          | Ceglana         | Radek Štěpánek | Simon Aspelin Todd Perry               | 6:2, 6:4              |
| Finalista     | 22. | 10 października 2004 | Tokio              | Twarda          | Petr Pála      | Jared Palmer Pavel Vízner              | 1:5 krecz             |
| Zwycięzca     | 17. | 31 lipca 2005        | Umag               | Ceglana         | Petr Pála      | Michal Mertiňák David Škoch            | 6:3, 6:3              |
| Zwycięzca     | 18. | 16 lipca 2006        | Gstaad             | Ceglana         | Andrei Pavel   | Marco Chiudinelli Jean-Claude Scherrer | 6:3, 6:1              |